# Leucon kerguelensis
Leucon kerguelensis är en kräftdjursart som beskrevs av John Todd Zimmer 1908. Leucon kerguelensis ingår i släktet Leucon och familjen Leuconidae.
Artens utbredningsområde är Kerguelen. Inga underarter finns listade i Catalogue of Life.